# あねてぃ!?
『あねてぃ!?』は2008年3月21日にらぱぷるより発売された18禁のパソコンゲーム（アダルトゲーム）ソフトである。

## あらすじ
星羽学園に合格し浦島太一は、学園の近くにある月嶋家へ下宿することになった。そこで彼を出迎えたのは、月嶋姉妹と居候のノーラ。彼女たちは全員星羽学園に教鞭をとる教師たちだった。

## 登場人物
浦島 太一（うらしま たいち）
主人公。大人の女性を惑わせそうな幼い容姿が特徴。
月嶋 乙羽（つきしま おとは）
声:御苑生メイ
太一の従姉妹で月嶋家長女。星羽学園では現代文・古文の両方を担当しており、太一のクラスの副担任も務めている。
身長162cm、スリーサイズはB100/W60/H93のJカップ。
太一のことを「たーくん」と呼ぶ。穏やかな性格で明るい癒し系だが、妄想癖があり、太一に対する独占欲が強い。風呂とキスが大好きで、よく太一にキスや一緒の入浴を迫る。
月嶋 芳夜（つきしま かぐや）
声:伊藤瞳子
月嶋家次女。星羽学園では数学を担当しており、太一のクラスの担任も務めている。
身長170cm、スリーサイズはB92/W58/H88のGカップ。
姉とは対照的に太一を冷たく扱うが、一度気に入ったものは「自分のもの」として扱う。
月嶋 桃音（つきしま ももね）
声:水純なな歩
月嶋家三女で、姉妹の中では一番小柄。星羽学園では体育を担当している。
身長155cm、スリーサイズはB83/W54/H86のCカップ。
ドジながらも努力家で、家事もしっかりこなすが、酒好きで酔うと暴れる。
乙羽にあこがれを抱いている。
ノーラ=フリーマン=美空（-みそら）
声:榎津まお
通称「ノラ姉」。アメリカ人とのハーフである金髪碧眼の美女。月嶋家に居候しており、星羽学園では保健医（養護教諭）を務めている。
身長165cm、スリーサイズはB110/W59/H90のMカップで、彼女の爆乳は太一から密かに「のっぱい（ノーラのおっぱい）」と呼ばれている。
自宅ではビキニ姿でうろついているうえ、学校でもビキニの上に白衣を羽織っている。
明るく気さくで享楽的な性格で、性に関しても大らか。太一には酔ったフリをして夜這いをかけそのまま抱き枕代わりにするなどトラブルメーカーな部分もあり、いつか太一と保健室でエッチな個人授業をしたいと考えている。
坂田 金ノ助（さかた きんのすけ）
太一のクラスメート。坂田財閥の御曹司である美少年で、勉強もできるが、間抜な行動が多い。

## スタッフ
- 原画 - たぢまよしかず
- シナリオ - 墨